# Junfeng Shan
Junfeng Shan är ett berg i Kina. Det ligger i provinsen Jiangxi, i den sydöstra delen av landet, omkring 170 kilometer söder om provinshuvudstaden Nanchang. Toppen på Junfeng Shan är 1 760 meter över havet.
Junfeng Shan är den högsta punkten i trakten. Runt Junfeng Shan är det ganska tätbefolkat, med 144 invånare per kvadratkilometer. Närmaste större samhälle är Zhonggang, 15,6 km nordväst om Junfeng Shan. I omgivningarna runt Junfeng Shan växer huvudsakligen savannskog.
Genomsnittlig årsnederbörd är 2 316 millimeter. Den regnigaste månaden är juni, med i genomsnitt 432 mm nederbörd, och den torraste är oktober, med 18 mm nederbörd.